# Studánka (Pardubice)

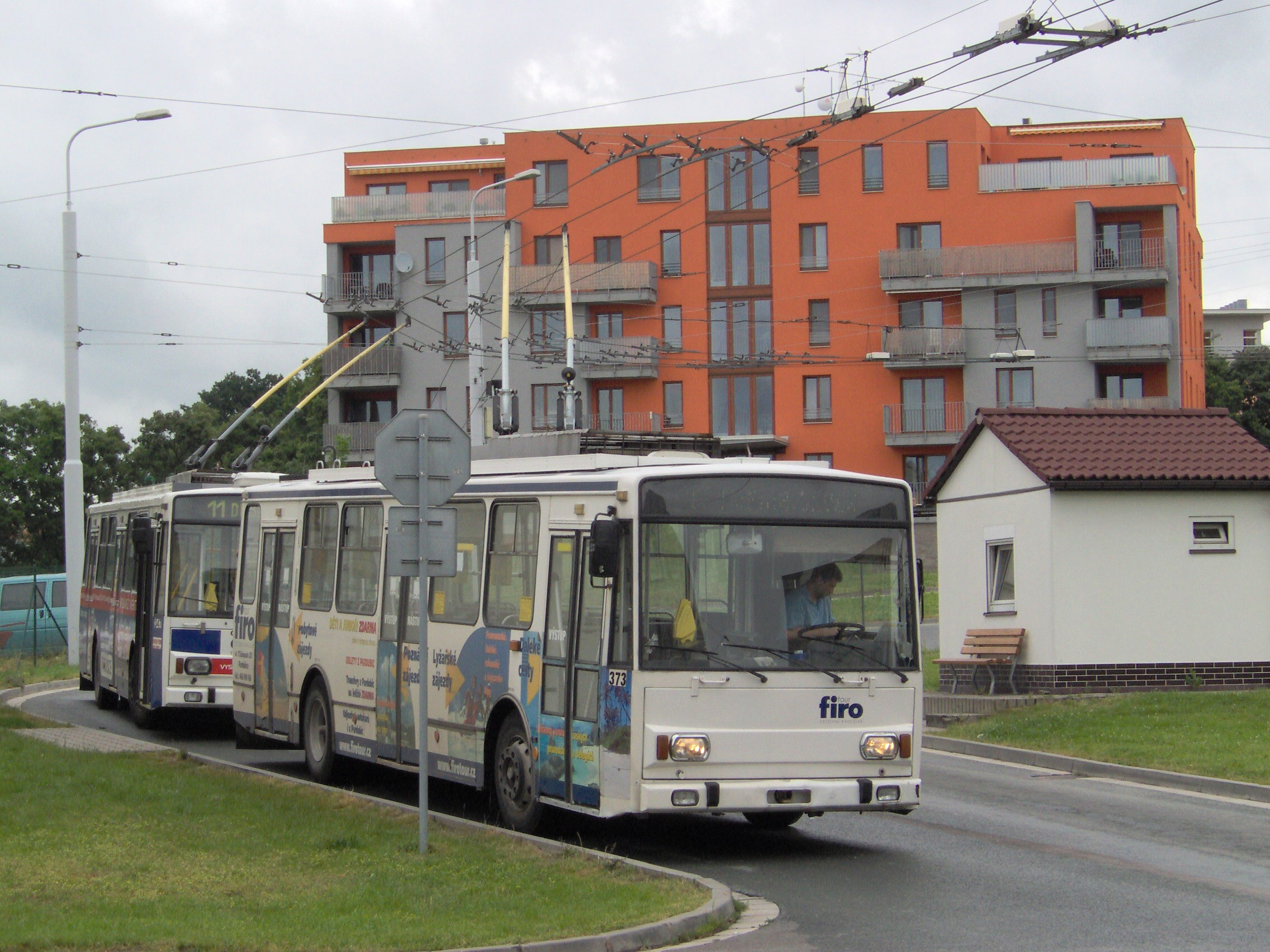
Siedlung Dubina

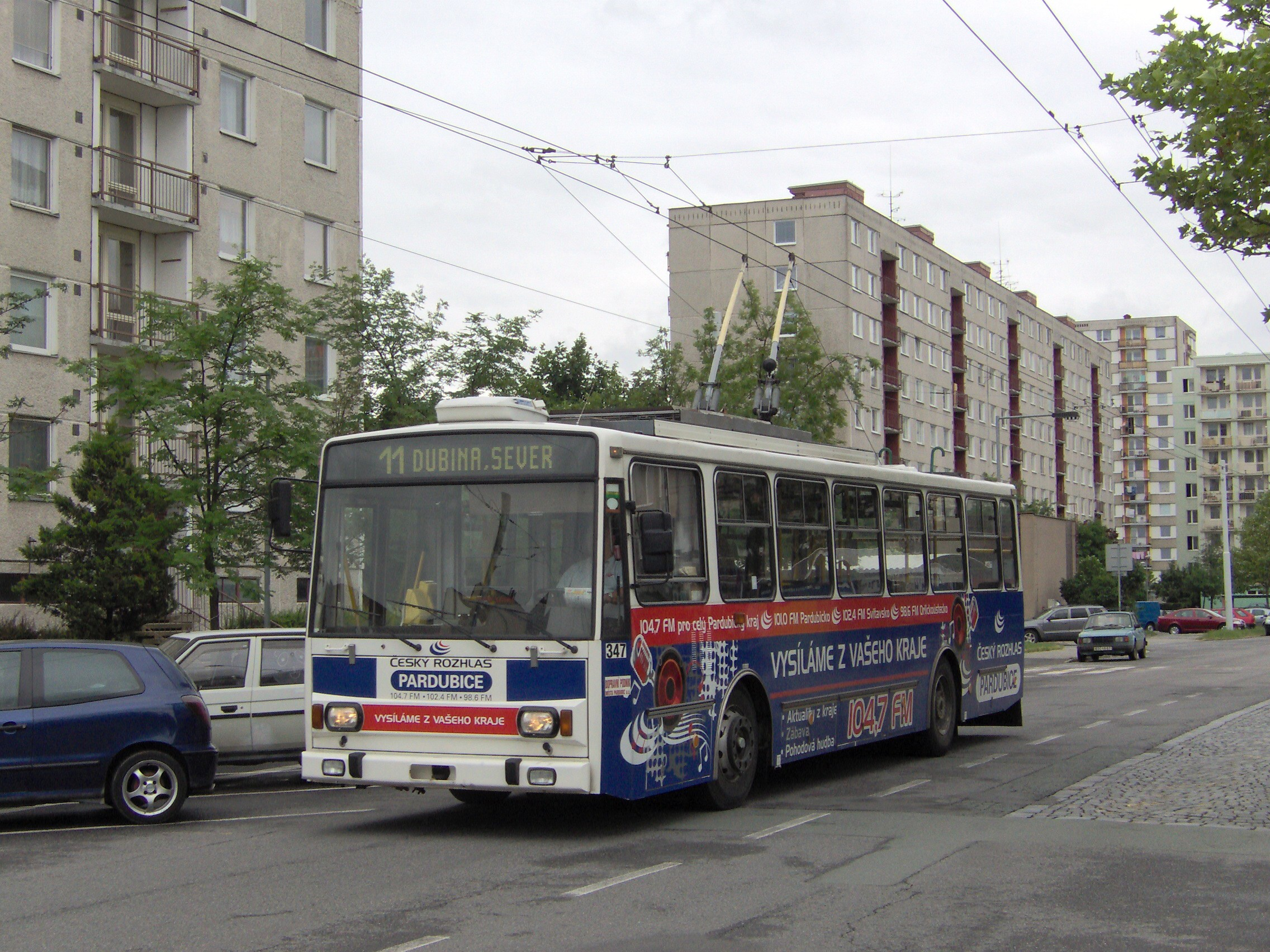
Siedlung Dubina

Studánka (deutsch Studanka) ist ein Ortsteil der Stadt Pardubice im Okres Pardubice in Tschechien. Er liegt zwei Kilometer östlich des Stadtzentrums von Pardubice und gehört anteilig zu den Stadtteilen Pardubice III und IV.

## Geographie
Studánka befindet sich westlich des Waldes Pipenec in der Polabská rovina (Elbniederung). Südlich des historischen Kernortes verlaufen die Staatsstraße II/322 zwischen Pardubice und Dašice sowie die Bahnstrecke Česká Třebová–Praha.
Nachbarorte sind Sídliště Dubina im Norden, Spojil im Nordosten, Na Hrázi und Staročernsko im Osten, Černá za Bory im Südosten, Slovany im Süden, Pardubičky im Südwesten, Bílé Předměstí und Sídliště Drážka im Westen sowie Židov im Nordwesten.

## Geschichte
Im Zuge der Raabisation beschloss die Verwaltung der Kameralherrschaft Pardubitz 1780 die Aufteilung eines Teils des Brachlandes und der uneinträglichen Gutsflächen sowie die emphyteutische Überlassung der Parzellen an Siedler. Auf den Gründen der trocken liegenden Fischteiche Staročernský rybník, Strejček, Spojil und Studánka wurden 52 Siedlerparzellen vergeben und damit die neuen Dörfer Spojil, Gunstdorf und Studánka gegründet.
Die Häuserzeile Studánka entstand 1785 auf dem Damm des ehemaligen Teiches Studánka; die 22 Siedler waren Tschechen. Ungefähr zur selben Zeit wurde südlich von Studánka auf den Weideflächen des Meierhofes Vystrkov die Häuserzeile Familie bzw. Wystrkow angelegt. Beide Siedlungen waren eng miteinander verbunden.
Im Jahre 1835 bestand das im Chrudimer Kreis gelegene Dominikaldorf Studánka aus 41 Häusern, in denen 331 Personen lebten. Zum Gemeindegericht gehörte auch das benachbarte Dorf Wystrkow. Pfarrort war Pardubitz. Zwischen 1842 und 1845 wurde südlich des Dorfes die k.k. Nördliche Staatsbahn angelegt. Bis zur Mitte des 19. Jahrhunderts blieb Studánka der k.k. Kameralherrschaft Pardubitz untertänig.
Nach der Aufhebung der Patrimonialherrschaften bildete Studánka ab 1849 einen Ortsteil der Gemeinde Spojil im Gerichtsbezirk Pardubitz. Ab 1868 gehörte das Dorf zum Bezirk Pardubitz. 1869 hatte Studánka 147 Einwohner und bestand aus 25 Häusern. Im Jahre 1900 lebten in Studánka 301 Menschen, 1910 waren es 380. 1909 löste sich Studánka von Spojil los und bildete eine eigene Gemeinde. 1930 bestand das Dorf aus 122 Häusern und hatte 659 Einwohner. Im Zuge der Schaffung eines "Groß-Pardubitz" wurde Studánka auf Beschluss des Innenministeriums vom 21. September 1943 nach Pardubitz eingemeindet. Nach dem Ende des Zweiten Weltkrieges ordnete das Innenministerium 1946 den Fortbestand des während der Besatzungszeit geschaffenen Konglomerats "Velké Pardubice" an. Im Juni 1949 wurde Studánka Teil des neu gebildeten Stadtbezirks Pardubice III. Im Ortszentrum von Studánka entstand 1950 die erste Pavillon-Grundschule. 1974 begann im nördlichen Teil der Gemarkung die Errichtung der Plattenbausiedlung Dubina; auf dem westlichen Teil der Fluren wurde ein weiteres Neubaugebiet – Drážka – angelegt.
Beim Zensus von 2001 bestand Studánka aus 924 Häusern und hatte 12766 Einwohner. Davon lebten 10114 in Dubina (330 Häuser), 1476 in Studánka, Pardubice III (475 Häuser), 925 in Na Drážce východ (65 Häuser), 248 in Studánka, Pardubice IV (53 Häuser) und 3 in Pipenec-les (1 Haus).

## Ortsgliederung
Der Ortsteil Studánka gliedert sich in die Grundsiedlungseinheiten Dubina-jih, Na Drážce-východ, Pipenec, Sídliště Dubina, Studánka, Studánka-průmyslový obvod und U Zámečku-východ.
Studánka bildet einen Katastralbezirk. Der überwiegende Teil der Gemarkung – inklusive Dubina, Drážka und dem Wald Pipenec –  gehört zum Stadtteil Pardubice III; der südlich der Eisenbahntrasse gelegene Teil zum Stadtteil Pardubice IV.

## Sehenswürdigkeiten
- Denkmal für die Gefallenen des Ersten Weltkrieges mit Büste von T. G. Masaryk, enthüllt 1925